# Doctor Botrell
Doctor Botrell è un centro abitato del Paraguay, situato nel Dipartimento di Guairá. Forma  uno dei 17 distretti in cui è diviso il dipartimento.

## Popolazione
Al censimento del 2002 la località contava una popolazione urbana di 220 abitanti (1.390 nel distretto, il meno popolato dell'intero dipartimento).